# Marats Kasems
Marat Kasem (Riga, 14 marzo 1990) è un giornalista lettone, ex caporedattore di Sputnik Lituania, un media gestito dall'agenzia statale russa Rossija Segodnja.
È noto per la sua attività nei media russi, per il suo impegno politico in Lettonia e per le vicende legali legate alla sicurezza nazionale.

## Infanzia e formazione
Kasem è nato da padre yemenita e madre lettone. Suo padre, Fadel Kasem, ha prestato servizio nell'esercito. Ha studiato pianoforte alla scuola di musica di Salaspils e successivamente si è iscritto a scienze politiche all'Università di Lettonia, anche se non ha completato gli studi. In seguito ha conseguito un master presso l'Università russa dell'amicizia tra i popoli.

## Attività politica
Nel 2013, Kasem si è candidato al consiglio comunale di Salaspils come rappresentante del partito Armonia. È stato espulso dal partito dopo la diffusione di un video in cui usava un linguaggio volgare per esprimere la sua frustrazione per i risultati elettorali.
Nel 2018, ha partecipato alle elezioni parlamentari come candidato dell'alleanza politica "Per un'alternativa" (Par Alternatīvu), identificandosi come giornalista di Rossija Segodnja.

## Lavoro nei media russi
Kasem è stato nominato caporedattore di Sputnik Lituania. Nel 2019, le autorità lituane lo hanno dichiarato persona non grata e gli hanno vietato l'ingresso nel Paese per cinque anni, citando preoccupazioni per la sicurezza nazionale.

## Arresto e processo in Lettonia
Il 30 dicembre 2022, Kasem è stato arrestato dal Servizio di sicurezza dello Stato lettone al suo ritorno nel Paese. È stato accusato di aiutare uno Stato straniero in attività contro la Repubblica di Lettonia, in base all'articolo 84 del codice penale lettone. Era inoltre sospettato di aver violato le Sanzioni dell'Unione Europea contro la Russia e di reati legati allo spionaggio.
Nell'aprile 2023 è stato rilasciato con misure cautelari che gli vietavano di lasciare il Paese. Nel luglio 2023, è stato dichiarato colpevole e condannato a una multa di 15.500 euro, tenendo conto della sua confessione e del pentimento mostrato.

## Interviste successive
Nell'agosto 2023, Kasem ha rilasciato un'intervista al portale Delfi, in cui ha descritto il suo lavoro per il dirigente dei media russi Dmitry Kiselyov come un “lavoro sporco” e mal pagato. Ha dichiarato di non avere intenzione di tornare in Russia. Successivamente, l'intervista è stata rimossa dal sito. In un'altra intervista con TV3 Lettonia, ha espresso interesse a candidarsi nuovamente per il Saeima.

## Opinioni
Kasem sostiene che i piccoli Stati come la Lettonia debbano usare tutti i mezzi a disposizione per proteggere il proprio spazio informativo. Ha anche sostenuto un'identità nazionale lettone inclusiva, affermando che tutti i residenti a lungo termine dovrebbero essere considerati lettoni e patrioti. Inoltre, ha osservato che la popolarità dei canali televisivi vietati rivela divisioni sociali irrisolte e vulnerabilità nella sicurezza delle informazioni.